# Prajadhipok
Prajadhipok (Rama VII), född 8 november 1893, död 30 maj 1941; kung av Siam åren 1925−1935, tillhörde Chakridynastin.
Prajadhipok var son till kung Chulalongkorn och drottning Saovabha Bongsri. Att han så småningom skulle komma att beträda tronen föreföll som osannolikt, då han föddes som kungaparets nionde barn och näst sist i kungens stora skara av barn. Prins Prajadhipok kom emellertid att efterträda sin äldre bror Vajiravudh som regent efter att denne avlidit år 1925.
Kung Prajadhipok var gift med drottning Rambhai Barni, men paret fick inga barn.
Han var absolut monark fram till att Thailand blev en konstitutionell monarkin efter revolutionen i Siam. Efter ett stormigt decennium på tronen abdikerade kung Prajadhipok år 1935 tronen till förmån för en av Chulalongkorns sonsöner, prins Ananda Mahidol. Efter abdikationen flyttade kungaparet till trakterna av London, där Prajadhipok sedermera avled i sviterna av en hjärtattack.

## Utmärkelser
- Kungliga Serafimerorden
- Karl den heliges orden
- Ungerska förtjänstorden
- Gynnsamma molns orden
- Vita lejonets orden
- Sankt Olavs orden
- Bathorden
- Ratana Varabhorn Order of Merit
- Chakra Mala-medaljen
- War Medal of B.E. 2461
- Dushdi Mala-medaljen
- Rajaniyom Medal
- Royal Cypher Medal
- Queen's Medal
- Safeguarding the Constitution Medal
- Nederländska Lejonorden
- Storkors av Hederslegionen
- Vita elefantens orden
- Thailändska kronorden
- Chula Chom Klao-orden
- Chakriorden
- Nio ädelstenars orden
- Leopoldorden
- Riddare av Annunziataorden
- Storkorsriddare av Italienska kronorden
- Krysantemumorden
- Storkorsriddare av Sankt Mauritius och Sankt Lazarusorden
- Ramaorden
- Elefantorden
- Stora ordensbandet av Krysantemumorden
- Chakrabarti Mala Medal

[Redigera Wikidata]